# جانسونز میل (ویرجینیای غربی)
جانسونز میل (به انگلیسی: Johnsons Mill) یک منطقهٔ مسکونی در ایالات متحده آمریکا است که در شهرستان مورگان، ویرجینیای غربی واقع شده‌است.